# L'Enchaîné
Pour l’article homonyme, voir The Trap.
Pour plus de détails, voir Fiche technique et Distribution.
L'Enchaîné (titre original : La gabbia) est un film italien réalisé en 1985 par Giuseppe Patroni Griffi.

## Synopsis
Paris. Michael vit une relation avec Hélène qui est divorcée. Il croise par hasard Marie, sortant de son appartement situé sur le même palier, avec qui il a eu une aventure sans lendemain lorsqu’ils étaient jeunes.
La passion explose à nouveau, mais cette fois-ci, Marie, pour éviter d'être abandonnée à nouveau par Michael, l’attache à son lit, le soumet à la torture et l'humiliation avec la complicité de Jacqueline, sa jeune fille qui est attirée, elle aussi, par cet homme. On découvrira le secret qui les lie.

## Fiche technique
- Réalisateur : Giuseppe Patroni Griffi
- Assistant réalisateur : Aldo Terlizzi
- Scénario : Francesco Barilli, Lucio Fulci, Concha Hombria, Roberto Leoni, Alberto Silvestri (it)
- Producteur : Jerald Intrator
- Montage : Sergio Montanari
- Musique : Ennio Morricone
- Costumes : Stella Battista, Catalina Moreno
- Titre original : La Gabbia
- Pays : Italie
- Genre : italien
- Année : 1985
- Durée : 101 min
- Genre : drame

## Distribution
- Laura Antonelli: Marie Colbert
- Tony Musante: Michael Parker
- Florinda Bolkan : Hélène Marco
- Blanca Marsillach : Jacqueline

## Autour du film
Le sujet est original mais il s’inspire de l'expérience célèbre de la prison de Stanford où un groupe d'étudiants universitaires (université Stanford) ont été répartis au hasard entre « gardes » et « prisonniers ». Ces derniers ont été confinés dans une réplique de prison. Il s’agissait d'étudier la manière dont le comportement humain est changé selon les situations et des rôles attribués, mais l’expérience a tourné court car elle produisait un comportement de plus en plus humiliant par les « gardes » auquel les « prisonniers » réagissaient de diverses manières, mais presque toujours par une autodestruction de leur personnalité.